# Arcangelo Leanti
Arcangelo Leanti, noto anche come Arcangiolo Leanti (Palermo, 30 aprile 1701 – Palermo, 4 dicembre 1767), è stato uno storico e letterato italiano.
Tra i fondatori della Accademia degli Ereini nel 1730 con il nome ereino di Silvino Adonio e direttore della Accademia del Buon Gusto, Leanti nel 1764 divenne regio storiografo. La sua opera più nota è "Lo stato presente della Sicilia", pubblicata nel 1761.